# NGC 6756
NGC 6756 је расејано звездано јато у сазвежђу Орао које се налази на NGC листи објеката дубоког неба.
Деклинација објекта је + 4° 42' 21" а ректасцензија 19h 8m 42,5s. Привидна величина (магнитуда) објекта NGC 6756 износи 10,6. NGC 6756 је још познат и под ознакама OCL 99.